# Akwasi Afrifa
Akwasi Amankwaa Afrifa (Mampong-Ashanti, 24 aprile 1936 – Accra, 16 giugno 1979) è stato un politico e generale ghanese.
È stato capo di Stato del Ghana dall'aprile 1969 all'agosto 1970.
Venne giustiziato nel giugno 1979 assieme ad altri due ex-capi di Stato, Ignatius Kutu Acheamphong e Fred Akuffo e a cinque generali, tra cui Robert Kotei.